# Немецкая философия
Немецкая философия — это обобщенное название для философии на немецком языке, а также философии немецких мыслителей.
Немецкая философия была чрезвычайно многообразной по представляемым взглядам, занимала центральное место в рамках аналитической и континентальной философских школ на протяжении веков — от Готфрида Лейбница, Иммануила Канта, Георга Гегеля, Христиана Вольфа, Карла Маркса, Артура Шопенгауэра, Фридриха Ницше, Людвига Витгенштейна до современных философов, таких как Юрген Хабермас.

## Средние века
Зарождение немецкой философии относится ко времени Высокого Средневековья, когда в Германии появились университеты — Кёльнский и Гейдельбергский. Одной из первых форм философской мысли в Германии стала схоластика, представленная Альбертом Великим и тяготевшая к реалистическому направлению.

### Рейнская мистика
Помимо схоластики, средневековая философия в Германии развивалась в сильно мистическом направлении — в лице Мейстера Экхарта и его учеников, определивших на многие века пантеистические и интуитивистские черты немецкой философии.

## Возрождение
Огромное влияние на развитие немецкой мысли (в том числе и на взгляды его противников) оказало учение Мартина Лютера и последовавшая за ним Реформация. Его ключевой философской работой является трактат «О рабстве воли». Будучи теологическим по форме, трактат, однако, пытается дать ответы на вопросы о роли и месте человека в современном ему обществе, что было разрывом с прежней чисто теологической традицией.

## Эпоха Просвещения
Наибольшую известность в этот период получил математик и философ из Берлина Готфрид Вильгельм Лейбниц (1646—1716), писавший на французском и латинском языках и стремившийся найти опору для философии в естественнонаучном методе. Вместе с Рене Декартом и Бенедиктом Спинозой он входил в тройку наиболее наиболее влиятельных сторонников рационализма в XVII веке. Его также называют основоположником немецкой философии рационализма. Работы Лейбница предвосхищали современную логику и аналитическую философию. Христиан фон Вольф, ученик Лейбница, был доминирующей фигурой в немецкой философии до Канта.

#### Пиетизм
Христиан Томазиус первым стал писать философские работы на немецком языке и фактически создал основы немецкой философской терминологии, опираясь при этом на французских современников. До него философские работы всегда писались на латинском. В 1687 году Томазиус также прочитал первую университетскую лекцию на немецком языке.
С рационализмом Просвещения конфликтовал развившийся в то время пиетизм.

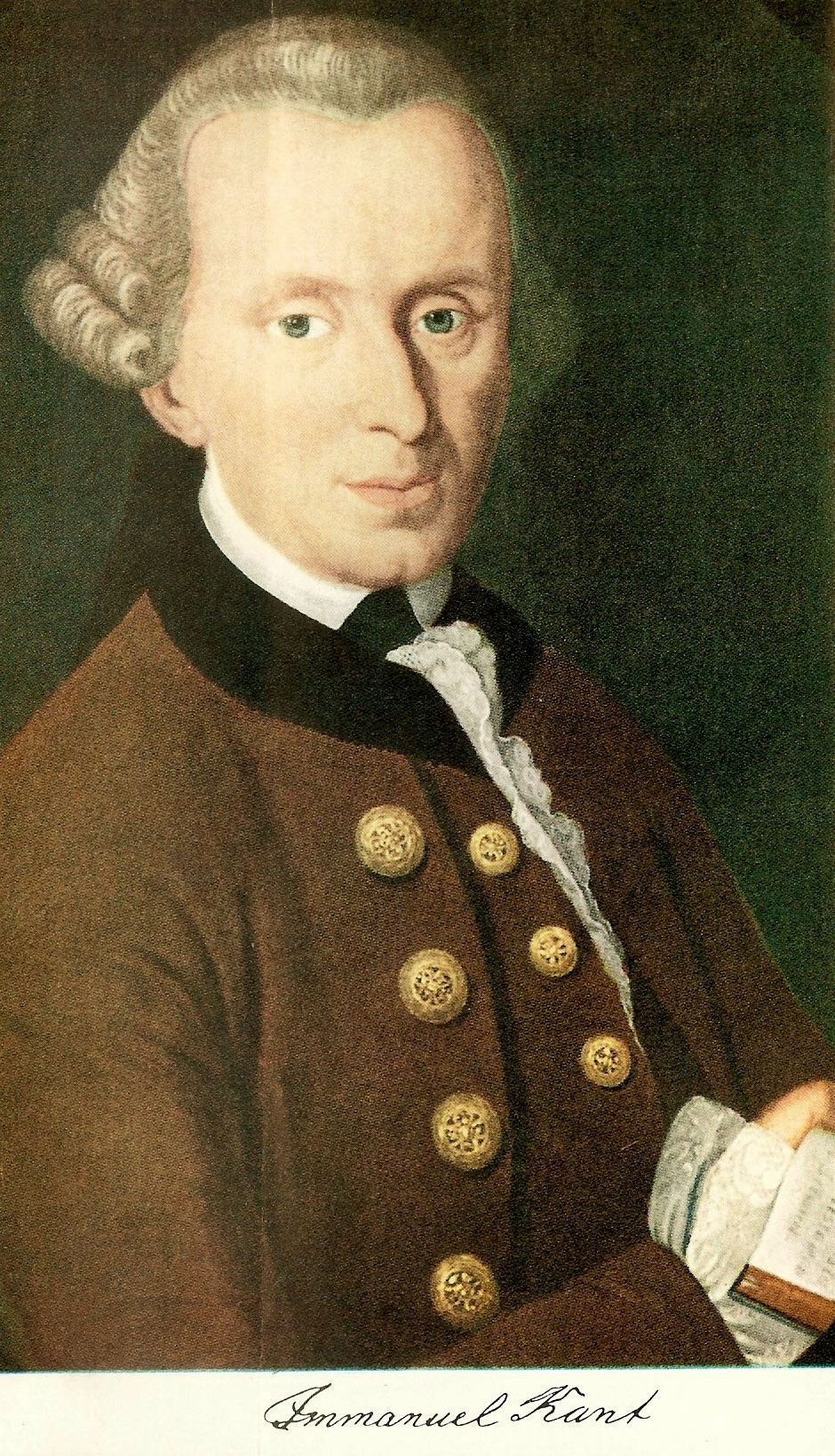
Иммануи́л Кант, портрет от 1768 г.

#### Иммануил Кант
В 1781 году Кант опубликовал «Критику чистого разума», где вводит трансцендентальный подход — исследование априорных условий возможности опыта. Центральной проблемой работы становится вопрос: «Как возможны синтетические априорные суждения?», а её основным содержанием — революционная для XVIII века гносеология.
Кант предлагает системную классификацию суждений по двум критериям:
1. По источнику знания:
  - Априорные (не зависящие от опыта, всеобщие и необходимые);
  - Апостериорные (полученные из опыта, вероятностные).
2. По содержанию:
  - Аналитические (раскрывающие содержание понятия: «Все тела протяжённы»);
  - Синтетические (расширяющие знание: «Это тело имеет массу»).

Главное открытие Канта — существование синтетических априорных суждений (например: «7+5=12», «Всякое изменение имеет причину»), которые дают новое знание (синтетичность) и обладают всеобщностью (априорность). Хотя аналитические суждения всегда априорны, а большинство синтетических — апостериорны, именно синтетические априорные суждения, по Канту, составляют основу математики, естествознания и метафизики.
Несмотря на первоначальное непонимание (первое издание почти не заметили), к 1790-м годам система Канта произвела переворот в философии. Возникшее в конце XVIII — начале XIX века направление немецкого идеализма (Фихте, Шеллинг, Гегель) развивало его идеи, хотя часто и радикально их переосмысляя.

## XIX век

### Немецкий идеализм
Основанием немецкого идеализма (немецкой классической философии) послужили работы Иммануила Канта в 1780-е и 1790-е годы. Его философское направление было тесно связано с романтизмом и революционно настроенными политиками эпохи Просвещения.
Самыми выдающимися немецкими идеалистами были Лейбниц, Фихте, Шеллинг и Гегель.

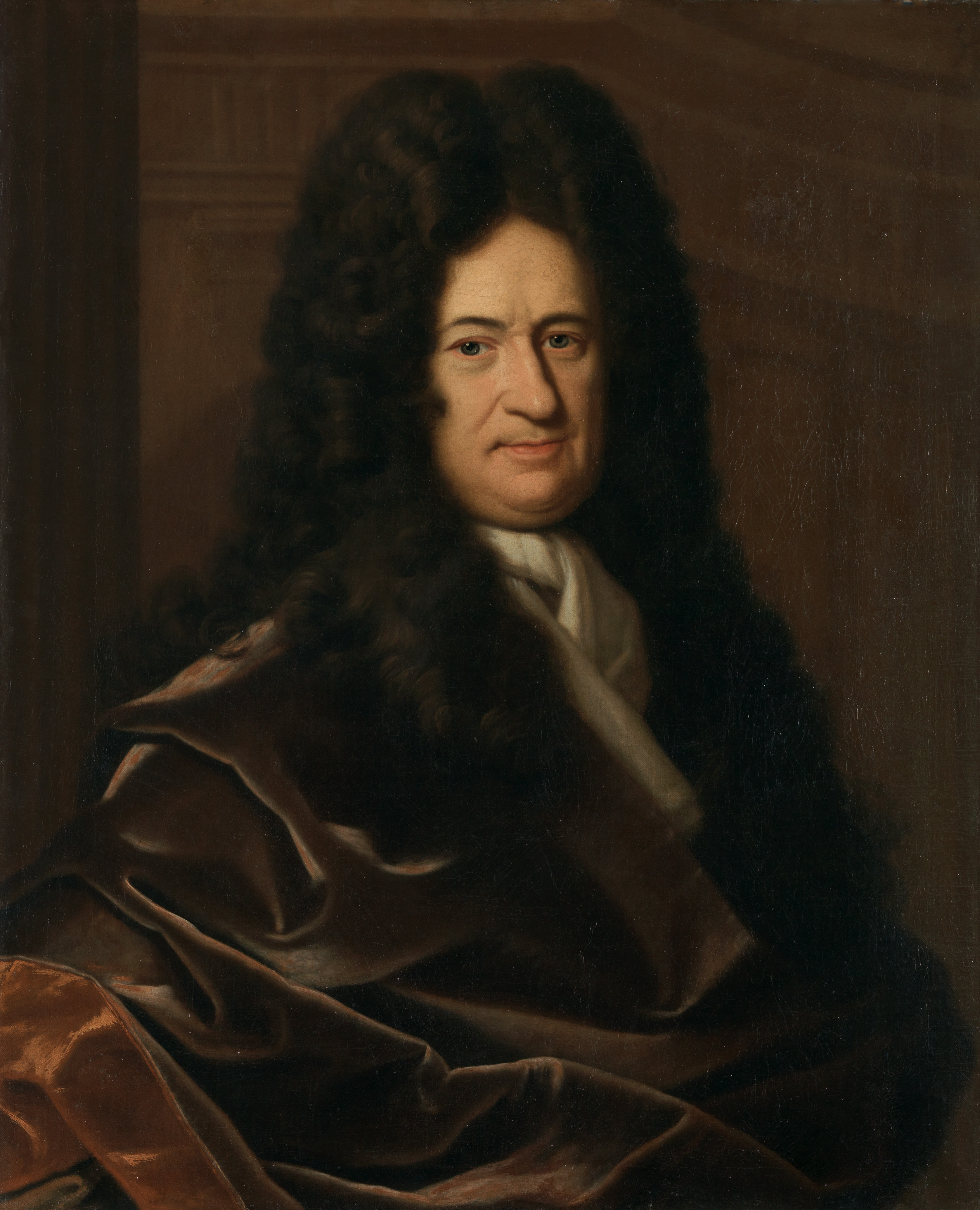
Готфрид Вильгельм Лейбниц (1646—1716)
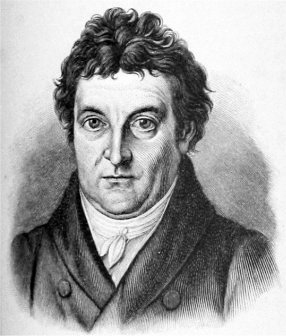
Иоганн Готлиб Фихте (1762–1814)
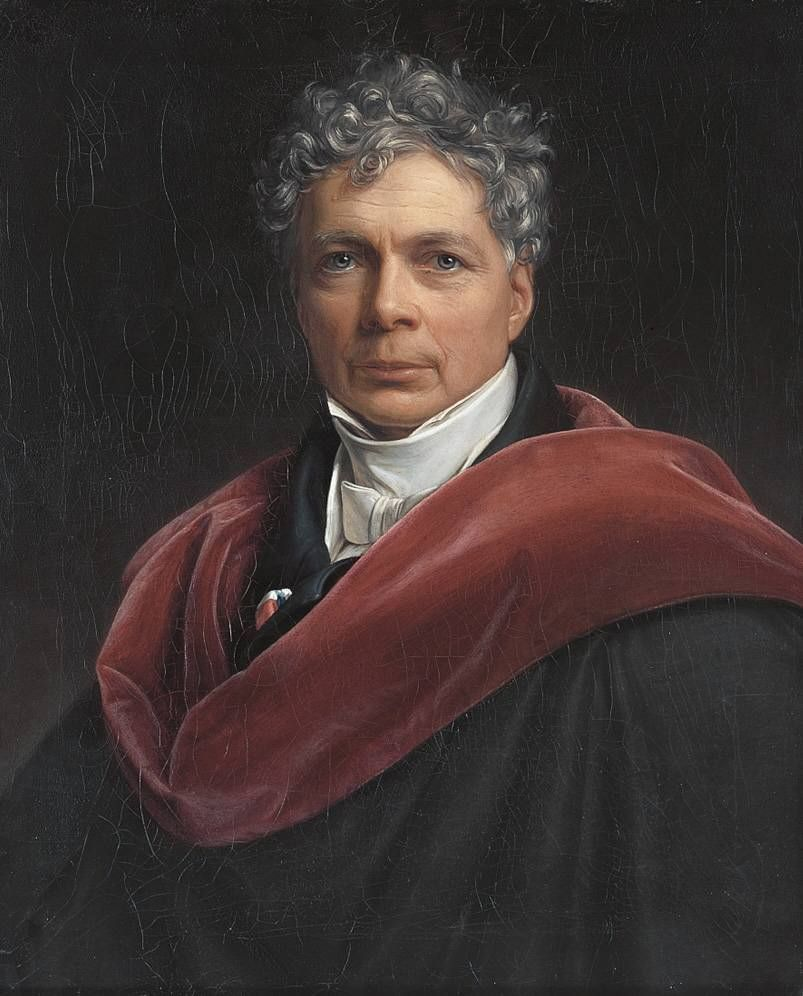
Фридрих Вильгельм Йозеф Шеллинг (1775–1854)
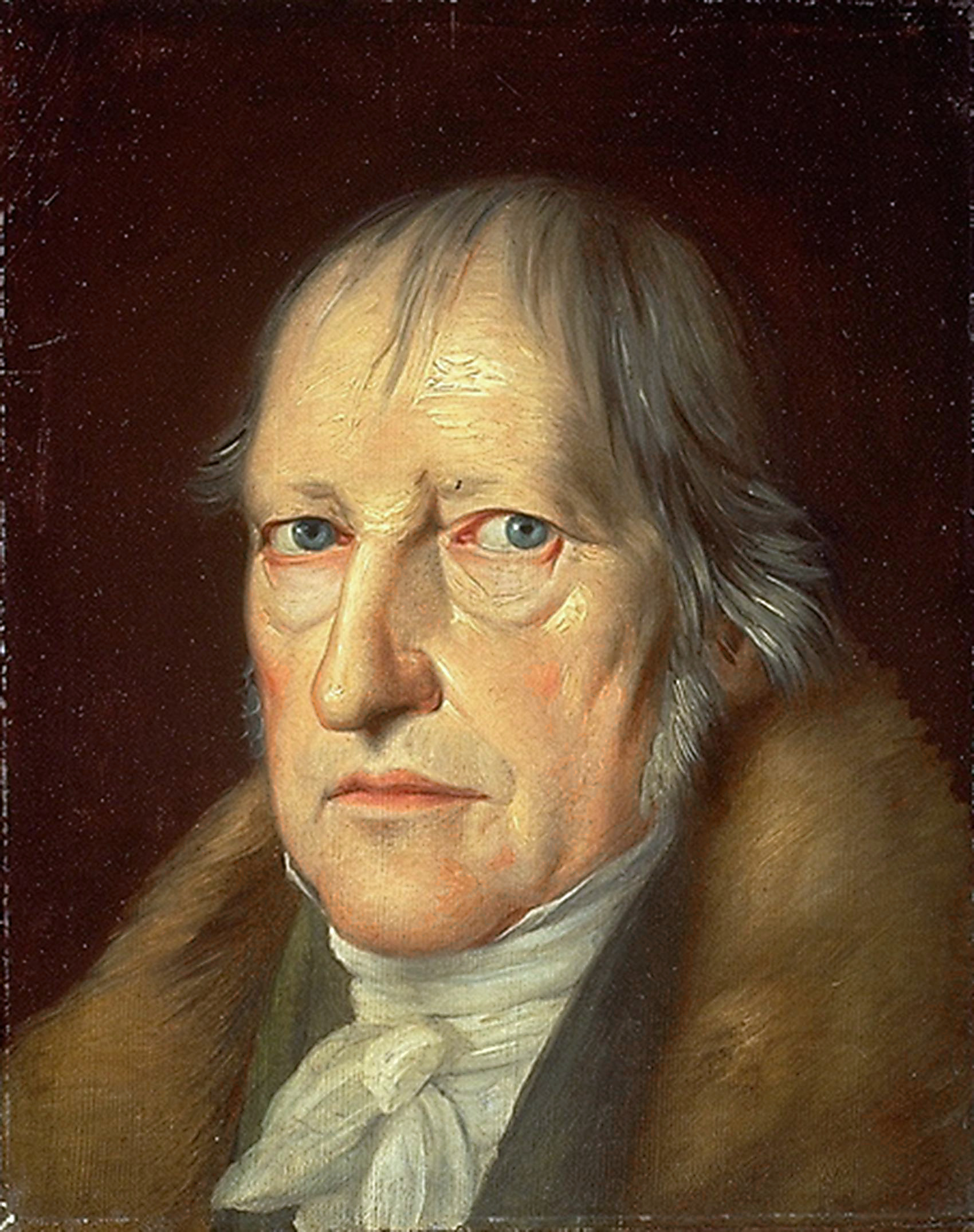
Георг Вильгельм Фридрих Гегель (1770–1831)

Однако, нужно различать идеализм субъективный (из перечисленных философов — Кант, Фихте, Шеллинг) и объективный (Гегель). Взгляды Гегеля кардинально отличаются от взглядов других немецких идеалистов из-за различий логик. В начале своей карьеры Гегель очень серьёзно занимался древнегреческой философией, особенно логикой Пифагора, Гераклита, Сократа и Платона. Гегель возродил их логику и представил её в виде законченной системы в своей «Науке логики».
Он считал, что в основе всего существующего лежит Абсолютный Дух, который лишь вследствие своей бесконечности может достичь подлинного познания себя. Для самопознания ему необходимо проявление. Самораскрытие Абсолютного Духа в пространстве — это природа; самораскрытие во времени — история. Философия истории занимает важную часть философии Гегеля. Историю движут противоречия между национальными духами, которые суть — мысли и проекции Абсолютного Духа. Когда у Абсолютного Духа исчезнут сомнения, он придёт к Абсолютной Идее Себя, а история закончится и настанет Царство Свободы. Гегель считается наиболее сложным философом для чтения (из-за сложности логики), поэтому ему могли приписывать идеи, которые были не поняты или неверно переведены.
Среди тех, на кого повлияли учения Гегеля, была группа молодых радикалов, называвших себя младогегельянцами. Они были непопулярны из-за своих радикальных взглядов на религию и общество. Среди них были такие философы, как Людвиг Фейербах, Бруно Бауэр и Макс Штирнер.

### Диалектический материализм

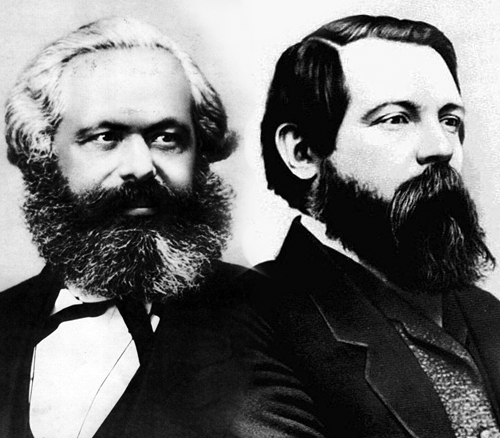
Карл Маркс и Фридрих Энгельс

В середине 19 века Карл Карл Маркс и Фридрих Энгельс сконструировали свою философию — диалектический материализм. Диалектический материализм является критической переработкой философии Гегеля и предшествующего механического материализма. Диалектический материализм является философской основой марксизма. Сам диалектический материализм базируется на концепции пролетарской революции, борьбе классов и первичности материи.

### Философия жизни

##### Фридрих Ницше

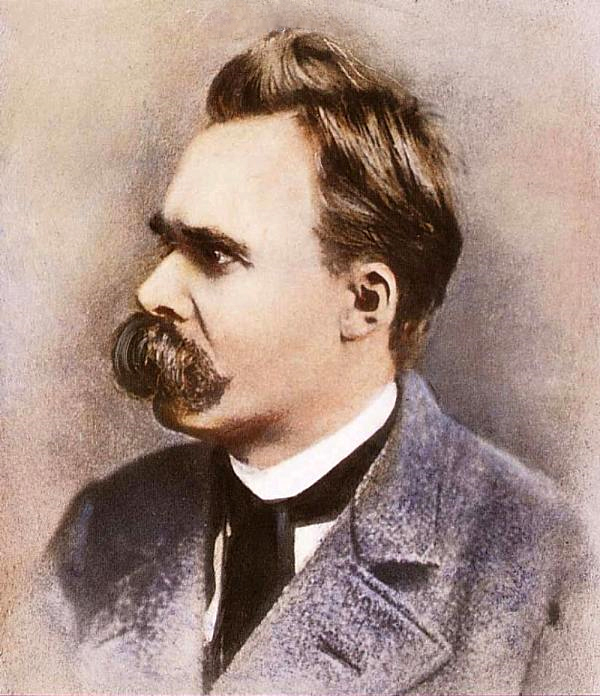
Фридрих Ницше

Будучи по образованию классическим филологом, Ницше стал нетипичным представителем философии того времени — он сознательно отказался от академического способа изложения своих мыслей, полного развёрнутой аргументации и логических обоснований, выбрав взамен афористичный стиль философствования. Это позволило ему выражать мысли непосредственно увиденными, а не обязанными соответствовать однажды выбранной теории-системе. Вследствие этого философия Ницше не поддаётся однозначной интерпретации, однако принято выделять из неё основные идеи, которые, с одной стороны, красной нитью проходят через все его произведения, с другой, вписываются в исторический контекст развития философии. В первую очередь, это идеи воли к власти, вечного возвращения и сверхчеловека, показывающие соответственно чем определяется сущее, как действует и к чему устремлено. Предшествующую метафизику Ницше подвергнул глубокому переосмыслению, обнаружив в ней признаки ресентимента, а вместе с ними и причины нигилизма. Олицетворением этого кризиса стала его известная мысль о смерти Бога. Мартин Хайдеггер расценивал творчество Фридриха Ницше как замыкание всей западной метафизики. Помимо этого, Ницше можно рассматривать как создателя самобытной этической системы, основанной на особенном отношении к жизни, истории и морали.

## XX век

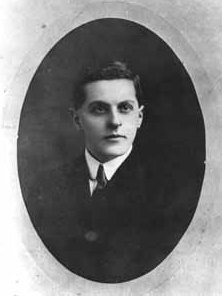
Людвиг Витгенштейн

#### Венский кружок
В начале XX века была сформирована группа немецких философов под названием «Венский кружок». Это объединение послужило идейным и организационным ядром для создания логического позитивизма. Его участники восприняли и ряд идей Витгенштейна — концепцию логического анализа знания, учение об аналитическом характере логики и математики, критику традиционной философии как лишенной научного смысла «метафизики». Сам Витгенштейн не соглашался с участниками Венского кружка насчет интерпретации философии Аристотеля.

#### Феноменология
Феноменология определяла свою задачу как беспредпосылочное описание опыта познающего сознания и выделение в нём сущностных, идеальных черт. Основателем направления был Эдмунд Гуссерль, к непосредственным предшественникам можно отнести Франца Брентано и Карла Штумпфа. Выявление чистого сознания предполагает предварительную критику натурализма, психологизма и платонизма и феноменологическую редукцию, в соответствии с которой мы отказываемся от утверждений относительно реальности вещественного мира, вынося его существование за скобки.
Позднее немецкая феноменология трансформировалась в экзистенциализм и философскую герменевтику, который и по сей день остаются одними из главных в немецкой философии.

#### Психоанализ
Фрейд создал альтернативу феноменологии, положив в основу своего учения аналитику бессознательного.

#### Франкфуртская школа
Основные представители: М. Хоркхаймер, Т. Адорно, Э. Фромм, Г. Маркузе.
Франкфуртская школа сформировалась в начале 30-х годов во Франкфурте-на-Майне в рамках Института социальных исследований при местном университете. Большинство ученых объединял пиетет к работам Маркса и Фрейда, а также глубокая неудовлетворенность приходом к власти национал-социалистов. После победы нацистов на выборах представители Франкфуртской школы эмигрировали в США. В работах Хоркхаймера и Адорно «Негативная диалектика» и «Диалектика Просвещения» описывается происходящая в современном обществе эрозия идеалов Просвещения дегуманизирующей технологической рациональностью. Философы выступали с критикой идей как позитивизма, так и экзистенциализма, а также американского прагматизма.